# Duplicación del cubo

Cubo inicial (verde) y cubo con el volumen del primero duplicado (azul)

La duplicación del cubo, también conocida como el problema de Delos, describe una cuestión geométrica que consiste en construir un cubo que tenga el doble de volumen que un cubo dado. Es uno de los tres problemas clásicos de la matemática antigua, que ya había sido formulado en el siglo V a. C.  en la Antigua Grecia. Sería en el siglo XIX cuando se demostró que el problema no se puede resolver utilizando exclusivamente regla y compás.

## Planteamiento general
Un cubo inicial con una arista de longitud {\displaystyle a=1} (denominado cubo unidad) tiene el volumen {\displaystyle V=1^{3}=1.} Si se define un segundo cubo con longitud de arista {\displaystyle x} con el doble de volumen, entonces {\displaystyle V=x^{3}=2=2\cdot 1^{3}.} La nueva longitud de arista {\displaystyle x} es la raíz cúbica de {\displaystyle 2}, es decir, {\displaystyle {\sqrt[{3}]{2}}=1{,}259921\ldots }. Este resultado se puede determinar usando el cálculo infinitesimal, pero no se puede construir en un número finito de pasos a partir de un segmento de longitud dada usando exclusivamente un compás y una regla sin marcar. 
El problema de duplicar el cubo exclusivamente con las herramientas que Euclides usó en sus Elementos, es decir, con regla y compás se puede traducir al lenguaje algebraico, lo que permite demostrar la imposibilidad de su construcción, tal y como probó por primera vez el matemático francés Pierre Wantzel en 1837. Sin embargo, es muy probable que Carl Friedrich Gauss ya conociera la evidencia de este hecho, aunque nunca dejó constancia del mismo.
Existen problemas idénticos cuando el volumen del cubo se incrementa por ejemplo en 3, 4, 5, 6 o 7 veces el volumen original. Por otro lado, la tarea de aumentar 8 veces el volumen de un cubo dado, no sería un problema, porque la raíz cúbica de 8 puede extraerse fácilmente, y la duplicación resultante de la longitud de la arista se obtiene directamente.
Si la restricción se debilita y se permite una ayuda adicional, como introducir marcas en una regla o curvas especiales, entonces es posible la construcción de un cubo con el doble de volumen. Un cierto número de estas posibles soluciones ya se conocían en la antigüedad clásica.

## Historia en el mundo antiguo

Relación entre el volumen y la longitud de la arista de un cubo. El cubo inicial es el cubo unidad, con longitud de arista

La fuente antigua más importante sobre la duplicación del cubo es el comentario de Eutocio sobre el texto de Arquímedes "Acerca de la esfera y el cilindro" ("Περὶ σφαίρας καὶ κυλίνδρου"), en el que se recogen varios enfoques de antiguos matemáticos. Entre otras cosas, el problema se cita literalmente en una carta del erudito Eratóstenes (alrededor del 275-194 a. C.) a un rey de nombre Ptolomeo (probablemente, Ptolomeo III o Ptolomeo IV) (se ha demostrado que la carta es una reproducción auténtica de la carta original) en la que el científico menciona al gobernante la cuestión de doblar el cubo. Como la evidencia más antigua de este problema matemático, Eratóstenes cita a "uno de los viejos poetas de la tragedia" ("τῶν ἀρχαίων τρχαίων τινὰ τραγῳδοποιῶν"), en cuya obra el rey mítico Minos desea aumentar el tamaño de la sepultura de su hijo Glauco, y ordena al constructor duplicar el volumen pero manteniendo la forma de cubo original. Se sabe que los tres autores atenienses más importantes de tragedias del siglo V a. C., Esquilo, Sófocles y Eurípides, trataron la leyenda de Minos y Glauco en alguna de sus obras; aunque es posible que la cita provenga de una tragedia de un autor completamente diferente.
La designación alternativa "Problema de Delos" se remonta a un episodio que Eratóstenes también cita en su carta, pero que también es descrito por varios otros autores antiguos (incluidos Plutarco y Teón de Esmirna) y que, desde un punto de vista erudito, bien podría estar basado en un hecho histórico real: durante una grave epidemia, los residentes de la isla de Delos pidieron consejo al oráculo sobre lo que podían hacer para mejorar su situación. El oráculo les había ordenado que duplicaran el tamaño del altar de forma cúbica existente en el Templo de Apolo, es decir, su volumen. Los arquitectos de Delos, sin embargo, no sabían cómo resolver la cuestión, por lo que pidieron consejo a Platón (428/427-348/347 a. C.). El problema llegó a oídos de Arquitas, Eudoxo de Cnido y Menecmo, cada uno de los cuales abrió diferentes enfoques para solucionarlo. Sin embargo, según Plutarco, Platón criticó sus enfoques porque, según él, al utilizar métodos mecánicos destruían la principal "bondad" de la geometría, su elegancia. Curiosamente, en el comentario de Arquímedes de Eutocio, Platón también atribuye su propia solución mecánica al problema de Delos (véase la sección correspondiente). A menos que se trate de un Platón diferente al famoso filósofo, de acuerdo con la opinión predominante de los investigadores, es probable que sea una atribución incorrecta.
Problemas similares al de la construcción de altares (pero con el problema de doblar un cuadrado en lugar de un cubo) figuran en los textos védicos de la India y dieron lugar a discusiones matemáticas (denominadas Śulbasūtras). En el caso del cuadrado, el problema de su duplicación se puede resolver mediante el teorema de Pitágoras.
Soluciones antiguas con herramientas adicionales

Enfoque de Hipócrates de Quíos: una media proporcional aplicada dos veces entre los segmentos a y b, permite determinar cuando

- Hipócrates de Quíos (segunda mitad del siglo V a. C.) fue el primero en mostrar el enfoque clave para dar una solución teórica al problema. Estableció que: El problema de duplicar el cubo es equivalente al de determinar dos medias proporcionales de dos cantidades dadas.[9][10] Esto significa que para una medida dada {\displaystyle a}, se deben hallar otras dos medidas {\displaystyle x} e {\displaystyle y}, de modo que

{\displaystyle {\frac {a}{x}}={\frac {x}{y}}={\frac {y}{2a}}.}
Esto implica que {\displaystyle x={\sqrt[{3}]{2}}\cdot a}.
- Platón (428/427-348/347 a. C.) fue nombrado por Eutocio como el primero en idear un mecanismo para resolver la duplicación del cubo.[11] Como ya se mencionó anteriormente, esta solución posiblemente no corresponda al filósofo, y debería ser obra de otro autor del mismo nombre.

- Eudoxo (397/390-345/338 a. C.) encontró una solución, según se informa, al construir las dos medias proporcionales con la ayuda de curvas desconocidas y sus intersecciones.[12]

- Arquitas de Tarento (fallecido alrededor del 355-350 a. C.) fue el primero en resolver el teorema de Hipócrates antes mencionado con la ayuda de la curva que lleva su nombre, descrita en la sección curva de Arquitas.[9]

- Menecmo (alrededor de 380-320 a. C.) encontró dos soluciones: una en la que una parábola se cruza con una hipérbola, y una segunda, descrita en detalle en la sección dedicada a las curvas especiales, como la intersección de dos parábolas.[9]

- Filón de Bizancio (alrededor de 280-220 a. C.), para resolver el problema se valió de una sencilla construcción que lleva su nombre, la denominada recta de Filón.[13]

- Eratóstenes (alrededor de 278-194 a. C.) describe en su carta al rey Tolomeo, después de su introducción a la historia del problema de Delos, su propio método mecánico[14] utilizando un aparato que llamó el mesolabio.[9]

- Diocles (alrededor de 240-180 a. C.) usó la cisoide que lleva su nombre para resolver el problema.[15]

## Prueba de la irresolubilidad mediante regla y compás

### Historia de la demostración
Los matemáticos de la antigüedad no solo usaban la regla y el compás para resolver problemas. La suposición de que existía tal restricción metodológica ha resultado ser un mito moderno. La demostración de que la tarea de duplicar el cubo no se puede resolver usando solo la regla y el compás, data de 1837 y se debe al matemático Pierre Wantzel. Su demostración se basó en las siguientes consideraciones algebraicas:
1. En la primera parte de la demostración, sostiene que si un problema geométrico se puede resolver con una regla y un compás, “la incógnita del problema se puede obtener resolviendo una serie de ecuaciones cuadráticas cuyos coeficientes son funciones racionales de los parámetros {\displaystyle p,q,r,...} del problema y de las raíces de las ecuaciones anteriores”.
La "incógnita del problema" en este caso es obtener {\displaystyle x={\sqrt[{3}]{2}}} según las restricciones dadas.
2. Luego demostró que cada número algebraico {\displaystyle x_{n}^{0}}, es la solución de la última ecuación {\displaystyle x_{n}^{2}+A_{n-1}x_{n}+B_{n-1}=0} del conjunto de polinomios de segundo grado sucesivos (que representan una serie de operaciones consecutivas con regla y compás) 
{\displaystyle {\begin{aligned}&x_{1}^{2}+Ax_{1}+B=0\\&x_{2}^{2}+A_{1}x_{2}+B_{1}=0\\&\vdots \\&x_{n}^{2}+A_{n-1}x_{n}+B_{n-1}=0\end{aligned}}}
cuyos coeficientes {\displaystyle A_{m},B_{m}} forman parte de adjunciones sucesivas en el cuerpo {\displaystyle \mathbb {Q} (p,q,r,...,x_{1}^{0},...x_{m-1}^{0})}. En consecuencia, siempre es la solución de un polinomio de grado {\displaystyle 2^{n}} con coeficientes en {\displaystyle \mathbb {Q} (p,q,r,...)}. {\displaystyle x_{j}^{0}}, es decir, permite resolver la ecuación {\displaystyle x_{j}^{2}+A_{j-1}x_{j}+B_{j-1}=0} con {\displaystyle p,q,r,...} siendo los parámetros dados del problema.
3. Wantzel sabía que todo número algebraico es la solución de un polinomio cuyo grado es una potencia de dos si se elige que esta sea lo suficientemente grande. Por lo tanto, su principal resultado fue demostrar que si el número de ecuaciones requeridas se reduce al mínimo, el polinomio resultante es irreducible sobre {\displaystyle \mathbb {Q} (p,q,r...)}.
La imposibilidad de la construcción se sigue ahora como corolario de las tres proposiciones anteriores: si, comenzando con el cubo unidad, fuera posible la construcción de duplicar el cubo con regla y compás, entonces {\displaystyle {\sqrt[{3}]{2}}} tendría que ser el cero de un polinomio irreducible sobre {\displaystyle \mathbb {Q} (0,1)=\mathbb {Q} }, con una potencia de dos como grado. El polinomio {\displaystyle x^{3}-2} es irreducible sobre {\displaystyle \mathbb {Q} }, pero tiene grado 3. Esto es una contradicción, lo que implica la irresolubilidad del problema.
Cabe señalar que el matemático Jesper Lützen considera que la publicación original de Wantzel es incompleta y difícil de entender; en especial la "prueba" de la proposición principal 3. Lützen cerró posteriormente las lagunas en los razonamientos y en los resultados, como se describió anteriormente, y formuló la demostración en lenguaje técnico moderno. La prueba de Wantzel de la imposibilidad de construir la duplicación del cubo y la trisección del ángulo con una regla y un compás fue olvidada durante casi un siglo después de su publicación en 1837. Según Lützen, esto se debió a la "falta de notoriedad del autor", al "hecho de que algunos de sus contemporáneos consideraran el resultado como conocido o incluso probado", y a que "el resultado no se consideró como un logro matemático importante en el momento de su publicación.

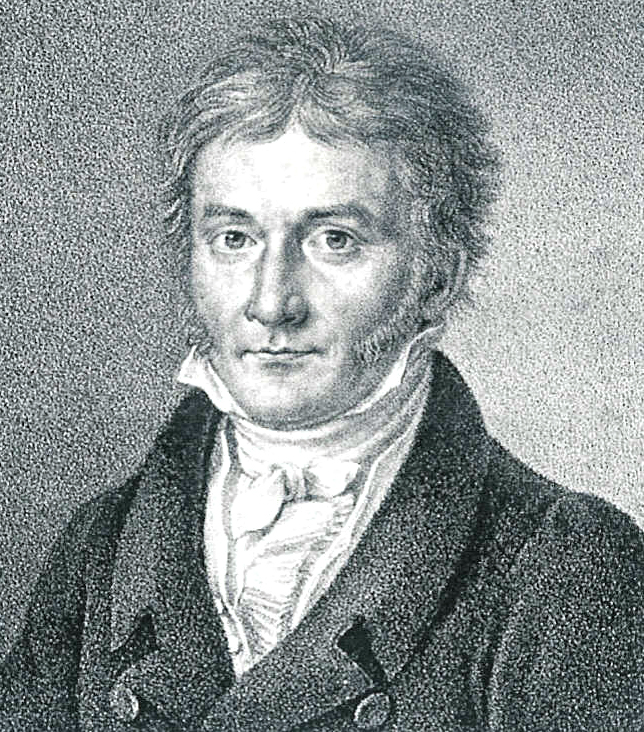
Carl Friedrich Gauss, 1828

Los historiadores dudan de que Wantzel fuera el primero en conocer la evidencia, ya que el joven Carl Friedrich Gauss probablemente también debió deducirla. Una gran parte de su obra Disquisitiones arithmeticae, publicada en 1801, está dedicada a la cuestión de qué condiciones debe cumplir un polinomio para que pueda resolverse mediante radicales cuadrados. Allí también figuran distintos postulados que llevan el nombre de Gauss, con la ayuda de las cuales se puede demostrar la imposibilidad de resolver con regla y compás numerosos problemas. Con las técnicas que desarrolló, Gauss demostró, por ejemplo, que el heptadecágono se puede construir con regla y compás. Los historiadores de las matemáticas Christoph Scriba y Peter Schreiber atribuyen el hecho de que, a pesar de ello, muchos autores nombran y citan a Wantzel como el autor de la demostración a las "dificultades de comunicación" de la ciencia del siglo XIX.
En el lenguaje técnico actual, la prueba es una aplicación de la teoría de Galois (desarrollada por el matemático francés Évariste Galois) y esencialmente se reduce al hecho de que el número irracional {\displaystyle {\sqrt[{3}]{2}}=1{,}259921\ldots } no puede ser expresado mediante las cuatro operaciones con números enteros ni tampoco con sus raíces cuadradas.

### Prueba algebraica

Un cubo unidad y un cubo con volumen 2: este último tiene la longitud de arista Se puede demostrar que no es posible obtener este número a partir de números enteros utilizando exclusivamente sumas, productos, cocientes y raíces cuadradas, que son precisamente los números que se pueden construir usando un compás y una regla a partir de una unidad dada

La prueba de la imposibilidad se puede llevar a cabo en detalle a través de los siguientes conceptos de álgebra. Sea {\displaystyle M} un conjunto de puntos (sobre los números complejos) que contenga al menos 0 y 1, y un punto arbitrario {\displaystyle z}. Para estas consideraciones, es importante que los números complejos puedan entenderse como un plano; en cambio, los números reales simplemente se entienden como una línea recta. Entonces se aplica que el punto {\displaystyle z} se puede construir a partir de los puntos de {\displaystyle M} con un compás y una regla si y solo si se encuentran en un cuerpo {\displaystyle E\subset \mathbb {C} } (donde {\displaystyle \mathbb {C} } es el cuerpo de los números complejos), que a través de adjunción de una raíz cuadrada al cuerpo
{\displaystyle K:=\mathbb {Q} (M\cup {\overline {M}})\subset \mathbb {C} }
En términos generales, {\displaystyle \mathbb {Q} (M\cup {\overline {M}})} es el conjunto que surge de formar todas las sumas, productos y cocientes de números racionales con {\displaystyle M\cup {\overline {M}}}. Aquí {\displaystyle {\overline {M}}=\{{\overline {m}}\mid m\in M\}} es el conjunto de conjugados complejos de {\displaystyle M} y el símbolo {\displaystyle \cup } representa la unión de los dos conjuntos. La adjunción de una raíz cuadrada significa que debe haber un {\displaystyle w^{2}\in K} tal que {\displaystyle E=K(w)}. Por ejemplo, {\displaystyle \mathbb {Q} ({\sqrt {2}})} resulta de la adjunción de una raíz cuadrada de números racionales, ya que {\displaystyle ({\sqrt {2}})^{2}=2} es un número racional; en consecuencia, {\displaystyle \mathbb {Q} ({\sqrt {2}})} es el conjunto de todas las sumas, productos y cocientes de números racionales con el número {\displaystyle {\sqrt {2}}}. En consecuencia,{\displaystyle E|K} es la denominada extensión del cuerpo. El problema de duplicar el cubo usando un compás y una regla puede, por lo tanto, reducirse a la cuestión de si el número {\displaystyle {\sqrt[{3}]{2}}} se encuentra en un cuerpo parcial de {\displaystyle \mathbb {C} } que se pueda obtener de {\displaystyle \mathbb {Q} } mediante la adjunción sucesiva de raíces cuadradas. Sin embargo, eso significa que el grado del desarrollo de {\displaystyle E} relativo a {\displaystyle \mathbb {Q} } debe ser una potencia de 2. Pero
{\displaystyle [\mathbb {Q} ({\sqrt[{3}]{2}}):\mathbb {Q} ]=3\not =2^{n}\qquad {\text{para todo}}\,n\in \mathbb {N} ,}
permite concluir que es imposible duplicar el cubo utilizando exclusivamente regla y compás. Que la expansión del cuerpo {\displaystyle \mathbb {Q} ({\sqrt[{3}]{2}})|\mathbb {Q} } es de grado 3 se puede ver de la siguiente manera: el polinomio {\displaystyle p(x)=x^{3}-2} es irreducible sobre los números enteros y tiene el coeficiente 1 en su potencia más alta. De acuerdo con el lema de Gauss, {\displaystyle p(x)} es irreducible sobre los números racionales. Entonces {\displaystyle p(x)} es un polinomio mínimo de {\displaystyle {\sqrt[{3}]{2}}} con grado 3. Esto da como resultado el conocimiento de que cada elemento del conjunto {\displaystyle \mathbb {Q} ({\sqrt[{3}]{2}})}, que consiste en todos los números racionales que fueron arbitrariamente "mezclados" con la raíz cúbica de 2 mediante las operaciones aritméticas básicas, que se pueden escribir como {\displaystyle a+b{\sqrt[{3}]{2}}+c{\sqrt[{3}]{4}}} siendo {\displaystyle a,b,c} números racionales. Por ejemplo
{\displaystyle {\frac {{\sqrt[{3}]{2}}+2}{{\sqrt[{3}]{2}}-1}}=4+3\cdot {\sqrt[{3}]{2}}+3\cdot {\sqrt[{3}]{4}}.}
Esto implica que {\displaystyle \mathbb {Q} ({\sqrt[{3}]{2}})} forme un espacio vectorial "tridimensional" sobre {\displaystyle \mathbb {Q} }.
Con el mismo argumento, se puede demostrar que aumentar {\displaystyle n} veces el volumen de un cubo (siendo {\displaystyle n} un número natural que "no" sea un cubo), no se puede lograr exclusivamente con regla y compás.

## Construcciones con utensilios
Si, además de las herramientas clásicas (euclídeas), las reglas sin marcar y los compases, se necesitan otros procedimientos adicionales, como un dispositivo mecánico especial o una regla marcada, la longitud de la arista necesaria para duplicar el cubo puede ser teóricamente determinada con exactitud.

### Con la ayuda de una regla marcada
Las construcciones con la ayuda de una "inserción" en una regla, también conocidas como neusis, además del compás utilizan una regla en la que se realiza una marca para fijar una medida como ayuda adicional.
- La siguiente construcción de neusis, denominada por Heinrich Dörrie construcción de tiras de papel,[28] es una de las más famosas.

Figura 1: Construcción de neusis con regla marcada
Arista del cubo inicial

Se marca la medida de la arista del cubo dado mediante un segmento de longitud {\displaystyle k}, como se muestra en la Figura 1. Luego, se construye un triángulo equilátero con los vértices {\displaystyle ABC}. Se duplica el segmento {\displaystyle {\overline {AC}}} a partir de {\displaystyle A,} lo que da como resultado el punto {\displaystyle D.} Ahora, se extiende la línea recta {\displaystyle {\overline {AB}}} desde {\displaystyle B}, y se traza desde {\displaystyle D} la semirrecta que pasa por {\displaystyle B}. A continuación, se coloca una regla marcada con el punto {\displaystyle Q} situado de forma que la distancia desde la esquina {\displaystyle P} al punto {\displaystyle Q} corresponde a {\displaystyle k} según el dibujo. Para ello, se debe girar y deslizar la regla hasta que su esquina {\displaystyle P} esté situada sobre la extensión de la línea recta {\displaystyle {\overline {AB}}}, el punto {\displaystyle Q} esté en la extensión de la línea recta {\displaystyle {\overline {BD}}} y el borde de la regla pase por el punto {\displaystyle C}. Finalmente, conectar el punto {\displaystyle C} con {\displaystyle Q.}
El segmento {\displaystyle {\overline {CQ}}=k\cdot {\sqrt[{3}]{2}}} es la longitud de la arista buscada, que permite duplicar el volumen del cubo inicial.
- Isaac Newton ideó una construcción mediante neusis menos conocida (Fig. 2), notable por su simplicidad.[29]

Figura 2: Construcción mediante neusis con regla marcada
arista del cubo inicial

Comienza con la construcción de una perpendicular {\displaystyle {\overline {AB}}} desde {\displaystyle B}. A continuación, se traza una semirrecta formando un ángulo de {\displaystyle 30^{\circ }} en el vértice {\displaystyle B}. A continuación, se coloca una regla marcada con el punto {\displaystyle C} (la distancia desde la esquina {\displaystyle D} al punto {\displaystyle C} corresponde a la arista {\displaystyle a} del cubo inicial) en el dibujo. Girar y deslizar la regla hasta que su esquina {\displaystyle D} se encuentre en el lado del ángulo, el punto de la marca {\displaystyle C} esté en la línea recta horizontal que pasa por {\displaystyle B} y el borde de la regla pase por el punto {\displaystyle A}. Finalmente, la longitud buscada es la distancia entre {\displaystyle A} y {\displaystyle C.} El punto dibujado {\displaystyle E} solo sirve para facilitar la siguiente comprobación.
El segmento {\displaystyle {\overline {AC}}=a\cdot {\sqrt[{3}]{2}}} es la longitud de la arista del cubo buscado, que duplica el volumen del cubo inicial.
Demostración
La Figura 2 muestra los triángulos rectángulos {\displaystyle ABC} (azul) y {\displaystyle CDE} (verde), semejantes entre sí al compartir un ángulo opuesto por el vértice. Aplicando el teorema de Tales
(1) {\displaystyle a:x=b:y=c:a,}
el triángulo rectángulo {\displaystyle BDE} y la recta a {\displaystyle 30^{\circ }}
(2) {\displaystyle \tan \left(30^{\circ }\right)={\frac {1}{\sqrt {3}}}={\frac {\overline {DE}}{\overline {BE}}}={\frac {x}{b+y}}={\frac {a^{2}}{b\left(a+c\right)}},}
Elevando la ecuación (2) al cuadrado
(3) {\displaystyle {\frac {1}{3}}={\frac {a^{4}}{b^{2}\left(a+c\right)^{2}}},}
y operando
(4) {\displaystyle b^{2}\left(a+c\right)^{2}=3a^{4},}
el triángulo rectángulo {\displaystyle ABC,} de acuerdo con el teorema de Pitágoras
(5) {\displaystyle b^{2}=c^{2}-a^{2}}
Con el valor de (5) insertado en (4) se obtiene
(6) {\displaystyle \left(c^{2}-a^{2}\right)\left(a+c\right)^{2}=3a^{4}}
{\displaystyle =\left(c^{2}-a^{2}\right)\left(a^{2}+2ac+c^{2}\right)}
{\displaystyle =\left(c^{2}a^{2}+2ac^{3}+c^{4}-a^{4}-2a^{3}c-a^{2}c^{2}\right)}
que se opera para obtener
(7) {\displaystyle 2ac^{3}+c^{4}=3a^{4}+a^{4}+2a^{3}c=4a^{4}+2a^{3}c}
después de la simplificación
(8) {\displaystyle c^{3}\left(2a+c\right)=2a^{3}\left(2a+c\right)}
finalmente se deduce que
(9) {\displaystyle c^{3}=2a^{3}.}
En otras palabras:
El volumen del cubo {\displaystyle c^{3}} con la longitud de la arista {\displaystyle c} es igual al doble del volumen {\displaystyle 2a^{3}} del cubo inicial con la longitud de la arista {\displaystyle a.}

### Con dispositivos mecánicos
El uso de las dos herramientas mecánicas que se describen a continuación proporciona las llamadas dos medias proporcionales {\displaystyle x} e {\displaystyle y} establecidas por Hipócrates de Quíos para duplicar el cubo inicial de longitud de arista {\displaystyle a}. La media proporcional {\displaystyle x} corresponde a la longitud de arista buscada del cubo duplicado, {\displaystyle a\cdot {\sqrt[{3}]{2}}}.
El teorema de Hipócrates de Quíos se describe en la sección dedicada a la construcción mediante curvas.

#### Método mecánico de Platón

Duplicación del cubo según Platón (diagrama esquemático),
longitud de arista del cubo inicial, y = longitud de arista del cubo duplicado

Como se mencionó en la introducción, Eutocio nombra a Platón como el primero en utilizar el siguiente método para resolver el problema de duplicar el cubo. Los comentaristas modernos consideran poco probable que este método sea atribuible al célebre filósofo Platón debido a su vehemente rechazo de las ayudas mecánicas, aunque Lattmann describe en su estudio Modelado matemático de Platón entre Tales y Euclides de 2019 en detalle por qué la solución podría atribuirse correctamente a Platón.

Contrariamente a la "communis opino", está claro que la anécdota del problema de Delos no es ni total ni parcialmente ficticia, pero es con toda probabilidad históricamente correcta. Sobre esta base, en un segundo paso, el enfoque del problema de Delos atribuido a Platón en la tradición puede ser examinado como un testimonio de Platón potencialmente genuino, aunque indirectamente transmitido.
Claas Lattmann

La herramienta mecánica (sin evidencias materiales que permitan saber exactamente cómo era) consiste, por ejemplo, en dos reglas en forma de U. Para que la regla suelta pueda moverse exactamente en paralelo a su homóloga, está guiada convenientemente en las dos partes laterales. Para una mejor descripción general, la herramienta se muestra en la animación adjunta, en la que se utilizan las designaciones originales de los puntos del modelo mediante el alfabeto griego.
Procedimiento
Primero, las dos variables dadas {\displaystyle a={\overline {B\Gamma }}} y {\displaystyle b=2a={\overline {AB}}} se dibujan perpendiculares entre sí, prolongándose desde el punto {\displaystyle B}.
La herramienta se mueve de la siguiente manera (véase la animación) hasta que se encuentran las dos medias proporcionales {\displaystyle x} e {\displaystyle y}:
El borde interior del elemento base {\displaystyle {\overline {H\Theta }}} siempre pasa por el punto {\displaystyle \Gamma } y el punto {\displaystyle H} siempre está en la extensión de la línea {\displaystyle {\overline {AB}},} antes de que el punto {\displaystyle K} de la regla {\displaystyle {\overline {K\Lambda }}} sea empujado a la extensión de la línea {\displaystyle {\overline {\Gamma B}}}.
Como resultado, la herramienta mecánica facilita la determinación de

Método mecánico de Platón,
Demostración

{\displaystyle {\overline {\Delta E}}={\sqrt {y^{2}+x^{2}}},\,\,{\overline {AE}}={\sqrt {4a^{2}+y^{2}}},\,\,x=a\cdot {\sqrt[{3}]{2}}\,\,} y {\displaystyle \,\,y={\frac {2a}{\sqrt[{3}]{2}}}.}
Demostración
Debido al paralelismo {\displaystyle {\overline {AE}}\parallel {\overline {\Gamma \Delta }}} y a los cuatro ángulos rectos en el vértice {\displaystyle B}, los siguientes triángulos tienen los mismos ángulos y, por lo tanto, son semejantes entre sí:
Euclides, Elementos, 1, 29:
{\displaystyle \triangle {BAE}\sim \triangle {B\Delta \Gamma }\sim \triangle {B\Delta E}}
Dado que el vértice {\displaystyle E} tiene un ángulo recto, los siguientes ángulos son los mismos:
Euclides, Elementos, 1, 32:
{\displaystyle \angle {\Delta EB}=\angle {EAB}=\angle {\;\Gamma \Delta B}}
Debido a que el vértice {\displaystyle \Delta } tiene un ángulo recto, los siguientes ángulos también son iguales:
{\displaystyle \angle {B\Delta E}=\angle {B\;\Gamma \Delta }=\angle {BEA}}
Según Euclides, Elementos 6, 4; las proporciones son:
{\displaystyle {\overline {B\Delta }}:{\overline {B\Gamma }}={\overline {AB}}:{\overline {BE}}={\overline {BE}}:{\overline {B\Delta }}={\sqrt[{3}]{2}}}

#### Método mecánico de Eratóstenes
Eratóstenes de Cirene ideó (basado en el teorema de Hipócrates) una herramienta mecánica que describió en la carta al rey Ptolomeo como:

[…] un dispositivo mecánico para la determinación, mediante el cual no solo encontraremos dos proporciones medias entre dos rectas dadas, sino tantas como sea necesario encontrar.

El dispositivo mecánico se puede imaginar como una caja de madera, bronce o marfil, con tres tabletas muy delgadas en forma de triángulos rectángulos idénticos, que se pueden mover hacia la derecha o hacia la izquierda con la ayuda de ranuras. En una tarea en la que se buscan más de dos proporciones medias para dos variables, el número requerido de triángulos es siempre "uno más" que el número de proporciones medias buscadas. Eratóstenes ideó su solución para duplicar el cubo tallado en piedra en el templo de los Ptolomeos en Alejandría.

Duplicación del cubo según Eratóstenes (diagrama esquemático),
longitud de arista del cubo inicial, y = longitud de arista del cubo duplicado

El "dispositivo mecánico", como lo llama Eratóstenes, que se muestra en forma esquemática en el diagrama adjunto muestra dos semirrectas {\displaystyle s_{1}} y {\displaystyle s_{2};} paralelas, que simbolizan las dos guías sobre las que deslizan tres triángulos rectángulos. El primero está fijo en el punto {\displaystyle E,}, mientras que los otros dos se pueden mover hasta {\displaystyle E}. Alternativamente, también se pueden utilizar dos triángulos rectángulos y una diagonal dibujada. El lado vertical de los triángulos mide {\displaystyle b=2a={\overline {AE}}}, mientras que el otro cateto tiene una longitud libremente seleccionable (en el diagrama se ha tomado {\displaystyle 1{,}5a}). La línea recta {\displaystyle s_{1}} es cortada en el punto {\displaystyle D} por la línea vertical del tercer triángulo {\displaystyle {\overline {HQ}}}, de forma que la longitud del segmento {\displaystyle {\overline {HD}}} debe coincidir con el valor de la variable {\displaystyle a}. Una recta (no mostrada) desde el punto {\displaystyle A} hasta {\displaystyle D} cruza la línea {\displaystyle K} en {\displaystyle s_{1}}, genera el segmento {\displaystyle {\overline {AK}}} y, por lo tanto, revela la idea básica del dispositivo, de acuerdo con el teorema de Tales.
Procedimiento
Solo se requieren unos pocos pasos si, por ejemplo, el segundo triángulo (azul) y el tercer triángulo (amarillo) se mueven entre las reglas de la siguiente manera, hasta que se encuentren las dos proporciones medias {\displaystyle x} e {\displaystyle y} (véase la animación):
Mover en primer lugar el segundo triángulo (azul) hacia el punto {\displaystyle E} para que su hipotenusa {\displaystyle {\overline {GM'}}}, la línea {\displaystyle {\overline {AK}}} (roja) y la vertical {\displaystyle {\overline {FM}}} se crucen en el punto {\displaystyle B}. Solo en el siguiente paso, empujar el tercer triángulo (amarillo) de tal manera que su hipotenusa {\displaystyle {\overline {HN'}}}, la línea {\displaystyle {\overline {AK}}} (roja) y la vertical {\displaystyle {\overline {FM}}} se crucen en el punto {\displaystyle C}. Las repeticiones de estos pasos generan las dos proporciones medias {\displaystyle x={\overline {FB}}} e {\displaystyle y={\overline {GC}}.}
Demostración
Si las dos rectas se cruzan a través de {\displaystyle {\overline {AD}}} o a través de {\displaystyle {\overline {EH}}} en {\displaystyle K}, entonces es

Duplicación del cubo según Eratóstenes (diagrama esquemático). Demostración

{\displaystyle {\overline {EK}}:{\overline {KF}}={\overline {AK}}:{\overline {KB}}={\overline {FK}}:{\overline {KG}}}
y
{\displaystyle {\overline {EK}}:{\overline {KF}}={\overline {AE}}:{\overline {BF}}},
al tiempo que
{\displaystyle {\overline {FK}}:{\overline {KG}}={\overline {BF}}:{\overline {CG}};}
y por lo tanto
{\displaystyle {\overline {AE}}:{\overline {BF}}={\overline {BF}}:{\overline {CG}}.}
Por semejanza de triángulos
{\displaystyle {\overline {BF}}:{\overline {CG}}={\overline {CG}}:{\overline {DH}}.}
Esto significa que {\displaystyle {\overline {AE}},\;{\overline {BF}},\;{\overline {CG}}} y {\displaystyle {\overline {DH}}} están en proporción continua y {\displaystyle {\overline {BF}}} y {\displaystyle {\overline {CG}}} son las dos proporciones medias.

## Construcciones mediante curvas especiales
Si un cubo con la longitud de arista dada {\displaystyle a} debe duplicarse en términos de su volumen {\displaystyle a^{3}}, con {\displaystyle x} como la longitud de la arista del cubo más grande, entonces el teorema de Hipócrates de Quíos se aplica a la determinación de las dos proporciones medias {\displaystyle x} e {\displaystyle y}:
{\displaystyle a:x=x:y=y:2a}
La eliminación de {\displaystyle y} da como resultado:
{\displaystyle x^{3}=2a^{3},}
de lo que se sigue que:
(1) {\displaystyle x=a\cdot {\sqrt[{3}]{2}}.}
La eliminación de {\displaystyle x} da como resultado:
{\displaystyle y={\frac {2a^{2}}{a\cdot {\sqrt[{3}]{2}}}},}
y por lo tanto:
(2) {\displaystyle y={\frac {2a}{\sqrt[{3}]{2}}}.}
La solución al problema con la ayuda de la curva de Arquitas (descubierta en la primera mitad del siglo IV a. C.), implica el uso de elementos tridimensionales. Debido a su grado especial de dificultad, se describe en detalle a continuación.

### Curva de Arquitas

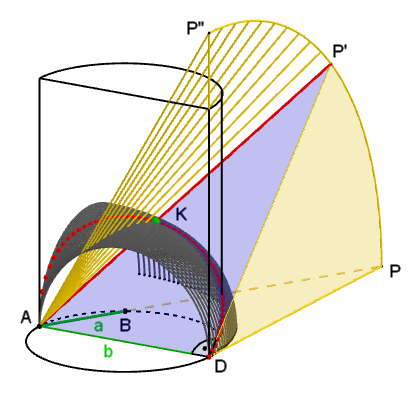
Situación: Se han encontrado las dos proporciones medias.
Se caracteriza por el punto de cruce (verde) de las dos curvas de penetración, que son creadas por la interacción de las tres figuras: medio cilindro con la curva de Arquitas (punteado rojo), octavo de toro de revolución (negro) y sección cónica (amarillo) con una superficie de corte triangular (azul). Diámetro

Unas décadas antes que Arquitas, Hipócrates de Quíos había logrado asimilar la cuestión de duplicar el cubo a un problema de construcción de proporciones. Arquitas tuvo éxito en su construcción teórica mediante una curva especial que lleva su nombre. Para su visualización o aplicación se requieren las siguientes tres figuras (ver diagrama adjunto):
- Medio cilindro, inscrito en el semicírculo {\displaystyle ADB} con radio {\displaystyle a} y diámetro {\displaystyle b.} La altura del semicilindro es de aproximadamente {\displaystyle 2{,}5a.}
- Un octavo de un toro de revolución sin orificio central con radio {\displaystyle a.}
- Un cuarto de un cono {\displaystyle DPP'A} con radio {\displaystyle r={\overline {DP}}} y altura {\displaystyle h={\overline {DA}}}, con el triángulo {\displaystyle DP'A} como intersección. La sección del cono alcanza su tamaño máximo, es decir, una cuarta parte del cono total, cuando el triángulo {\displaystyle DP'A} encierra un ángulo de {\displaystyle DPA} con el triángulo de {\displaystyle 90^{\circ }} y, por lo tanto, se encuentra sobre la superficie rectangular del semicilindro.

La curva de Arquitas es una construcción descriptiva, que se obtiene cuando un semicilindro penetra un octavo de un toro de revolución sin orificio. Como se puede ver en el diagrama, el cuarto del cono {\displaystyle DPP''A} penetra las dos figuras vecinas y crea así una segunda curva de intersección que se cruza con la curva de Arquitas.
Las dos proporciones medias se encuentran cuando la hipotenusa {\displaystyle {\overline {AP'}}} de la sección triangular (azul) del cono se cruza con la curva de Arquitas en el punto (verde) {\displaystyle K}. El punto {\displaystyle K} se encuentra en la superficie lateral del semicilindro (en la curva de Arquitas), en la línea triangular en la superficie de la sección cónica y en la superficie de la sección semicircular del toro de revolución sin orificio.

#### Consideraciones geométricas previas

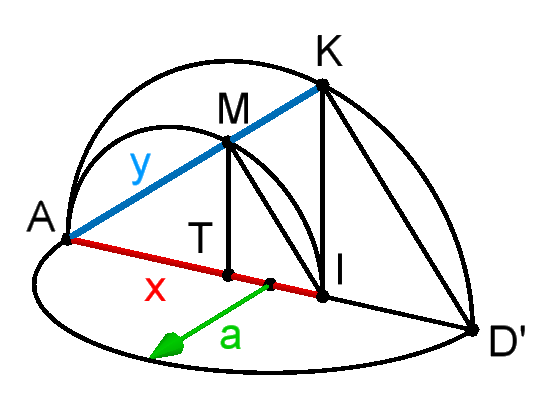
Consideraciones geométricas con respecto a las dos proporciones medias, (rojo) e (azul)

La imagen adyacente y la imagen similar en la siguiente sección muestran el enfoque geométrico que usó Arquitas para describir la curva que encontró con la ayuda de dos medias proporcionales. La figura incluye dos triángulos rectángulos semejantes entre sí {\displaystyle AD'K} y {\displaystyle AIM} de acuerco con el teorema de Tales. El semicírculo perpendicular a la base del semicilindro y giratorio alrededor del punto {\displaystyle A} - con las dos proporciones intermedias {\displaystyle x} e {\displaystyle y} - tiene el diámetro {\displaystyle {\overline {AD'}},} y el diámetro del semicilindro (véase la curva de la imagen) es {\displaystyle {\overline {AD}}.}
Con los valores insertados de (1) y (2), según Hipócrates de Quíos se aplica lo siguiente:
(3) {\displaystyle {\overline {AM}}={\overline {AB}}=a;\;\;{\overline {AD}}={\overline {AD'}}=b}
(4) {\displaystyle {\overline {AI}}=x;\;\;{\overline {AK}}=y}
Imponiendo las siguientes condiciones de paso:
(5) {\displaystyle {\overline {AD'}}:{\overline {AM}}=b:a=2:1}
(6) {\displaystyle {\overline {AD'}}:{\overline {AK}}={\overline {AI}}:{\overline {AM}}={\overline {AK}}:{\overline {AI}}=y:x={\sqrt[{3}]{2}}}

#### Construcción de la arista del cubo duplicado

Cubo duplicado con parte de la curva de Arquitas (rojo);
En aras de la claridad, el toro de rotación se muestra en la sección Curva de Arquitas. Si se alcanza en la animación, esto corresponde al enfoque geométrico de Arquitas que se muestra en el esquema pequeño.
Véase la animación de la construcción

Para generar una representación gráfica, como en la imagen adyacente, se requiere utilizar un programa de geometría dinámica.
Se comienza dibujando el círculo unitario con diámetro {\displaystyle {\overline {AD}}=b=2}. El radio subsiguiente {\displaystyle a=1} alrededor de {\displaystyle A} corta el círculo en {\displaystyle B.} A continuación, se traza una tangente a {\displaystyle D} y la extensión de la línea {\displaystyle {\overline {AB}};} se cruza en {\displaystyle P.} Las paralela a {\displaystyle {\overline {DP}}} por {\displaystyle B} corta el diámetro {\displaystyle {\overline {AD}}} en {\displaystyle E} y la circunferencia en {\displaystyle Z.}
A continuación, se dibuja un arco circular corto alrededor de {\displaystyle A} con el radio {\displaystyle {\overline {AD}}} y se define el punto {\displaystyle D'} con una posición de libre elección. Después de conectar el punto {\displaystyle A} con {\displaystyle D'}, esto da como resultado los puntos de intersección {\displaystyle T} en {\displaystyle {\overline {BZ}}} y {\displaystyle I} en el semicírculo {\displaystyle ADB.} A continuación, se traza un semicírculo sobre {\displaystyle {\overline {AD'}}} y una perpendicular a {\displaystyle {\overline {AD'}}} en {\displaystyle I,} dando como resultado el punto de intersección {\displaystyle K} en la semicircunferencia sobre {\displaystyle {\overline {AD'.}}} El siguiente semicírculo sobre {\displaystyle {\overline {BZ}}} y una perpendicular a {\displaystyle {\overline {BZ}}} en {\displaystyle T} da como resultado la intersección {\displaystyle M} en la semicircunferencia sobre {\displaystyle {\overline {BZ}}.} A continuación se muestra la construcción del semicilindro (altura aproximada de 2,5) sobre el semicírculo {\displaystyle ADB}.
Se continúa con el trazado de un arco alrededor del punto {\displaystyle D} con el radio {\displaystyle {\overline {DP}};} que interseca en {\displaystyle P''} la prolongación del borde del semicilindro, que conduce a {\displaystyle D}. Ahora el punto {\displaystyle P''} está conectado con {\displaystyle A}. Una línea recta trazada desde {\displaystyle A} a través del punto {\displaystyle M} al arco {\displaystyle DPP''} da como resultado la intersección {\displaystyle P'.} La conexión {\displaystyle P'} con {\displaystyle D} crea el triángulo {\displaystyle ADP} que es congruente con el triángulo {\displaystyle ADP'.}. Esto es posible porque la semicircunferencia sobre {\displaystyle {\overline {BZ}}} y el cuarto de círculo {\displaystyle DPP''} son paralelos entre sí. Si se observan los dos triángulos {\displaystyle ADP} y {\displaystyle ADP''} congruentes entre sí, así como el arco {\displaystyle DPP''} alrededor de {\displaystyle D,}, puede verse el cuarto de cono con su altura {\displaystyle {\overline {DA}}}. Después de conectar los puntos {\displaystyle M} con {\displaystyle I} y {\displaystyle K} con {\displaystyle D'}, finalmente se obtienen los dos triángulos rectángulos {\displaystyle TIM} e {\displaystyle ID'K.}
La semicircunferencia sobre {\displaystyle {\overline {AD'}}} - la intersección con un toro de revolución sin orificio (no dibujado) - ahora debe rotarse en sentido antihorario alrededor del punto {\displaystyle A} hasta la hipotenusa {\displaystyle {\overline {AP'}}} del triángulo {\displaystyle ADP'}, que también gira en el sentido de las agujas del reloj, corta el semicírculo sobre {\displaystyle {\overline {AD'}}} en {\displaystyle K}. Cabe señalar que las líneas rectas {\displaystyle {\overline {MT}}} y {\displaystyle {\overline {BZ}}} son perpendiculares entre sí. Según el teorema de la media geométrica de Euclides, esto da como resultado
{\displaystyle {\overline {MT}}^{2}={\overline {ZT}}\cdot {\overline {TB}}={\overline {AT}}\cdot {\overline {TI}}.}
De {\displaystyle {\overline {MT}}^{2}={\overline {AT}}\cdot {\overline {TI}}} se deduce que el ángulo {\displaystyle \angle {AMI}} en esta posición es igual a {\displaystyle 90^{\circ }}. Por lo tanto, los cuatro triángulos {\displaystyle AKD'}, {\displaystyle TIM} y {\displaystyle ATM}, así como {\displaystyle AIM}, son semejantes entre sí. El segmento {\displaystyle {\overline {AI}}} ajustado de esta manera corresponde a la longitud de la arista buscada {\displaystyle x={\sqrt[{3}]{2}}} del cubo duplicado.
El punto {\displaystyle K} en el triángulo {\displaystyle AD'K} determina la curva de Archytas (roja) en la superficie del medio cilindro durante la rotación del semicírculo a través de {\displaystyle {\overline {AD'}}}.
- Para determinar el punto de intersección exacto (el punto {\displaystyle K} se encuentra con la hipotenusa {\displaystyle {\overline {AP'}}} del triángulo {\displaystyle ADP'}) de la rotación animada del semicírculo sobre {\displaystyle {\overline {AD'}}}, la distancia {\displaystyle {\overline {AI}}={\sqrt[{3}]{2}}} se determina utilizando el software de geometría dinámica GeoGebra.

### Con la ayuda de cónicas

Demostración: La intersección de las dos parábolas proporciona las dos medias geométricas y
por lo que
y y también se corresponden

Menecmo resolvió el problema relacionado con la construcción de las dos proporciones medias requeridas como la intersección de dos secciones cónicas (basándose en la transformación del problema de Hipócrates).
El matemático Johann Sturm dio una demostración detallada de esta construcción.
Soluciones de Menecmo
Menecmo fue alumno de Eudoxo. Vivió a mediados del IV a. C., y halló dos soluciones diferentes al problema de la duplicación del cubo.
Primera solución
Usando la notación moderna de la geometría analítica, la solución se obtiene fácilmente como la intersección de dos parábolas.
Considérense dos parábolas de ecuaciones:
{\displaystyle y^{2}=2ax}
y
{\displaystyle x^{2}=ay}
De su intersección se obtiene
{\displaystyle x^{4}=a^{2}y^{2}=2a^{3}x}
por lo tanto, descartando la solución {\displaystyle x=0,} se tiene que
{\displaystyle x^{3}=2a^{3}}
y por lo tanto
{\displaystyle x=a{\sqrt[{3}]{2}}.}
Al intersecar las dos parábolas se obtiene así un punto cuya abscisa es el lado del cubo con un volumen que duplica el volumen del cubo dado.
Segunda solución
Usando la notación moderna, la segunda solución se obtiene como la intersección de una parábola y de una hipérbola.
Considérese la parábola y la hipérbola, respectivamente, de ecuaciones:
{\displaystyle y^{2}={\frac {a}{2}}x}
{\displaystyle xy=a^{2}}
De su intersección, se obtiene
{\displaystyle x^{3}=2a^{3}}
y por lo tanto
{\displaystyle x=a{\sqrt[{3}]{2}}.}
La intersección de la parábola y de la hipérbola genera un punto cuya abscisa es el lado del cubo con el doble de volumen del cubo dado.

### Con la ayuda de cisoides
Tanto la concoide de Nicomedes como la cisoide de Diocles permiten realizar construcciones con las que es posible determinar gráficamente la duplicación del cubo.
|  |  |

## Construcción iterativa de23{\displaystyle {\sqrt[{3}]{2}}}
Por las razones ya descritas anteriormente, el resultado de la raíz cúbica de {\displaystyle 2} no se puede determinar exactamente con un compás y una regla con un número finito de pasos de construcción.
El método de Newton proporciona una forma de realizar muy buenas aproximaciones. A continuación se utiliza para obtener la raíz real de la función
{\displaystyle f(x)=x^{3}-2}
como una aproximación mediante unos pocos pasos de iteración.
{\displaystyle x_{0}=1} se puede utilizar como valor inicial. Los pasos de iteración del algoritmo se definen a partir de
{\displaystyle x_{n+1}=x_{n}-{\frac {f(x_{n})}{f'(x_{n})}}=x_{n}-{\frac {x_{n}^{3}-2}{3\ x_{n}^{2}}}={\frac {2\ x_{n}^{3}+2}{3\ x_{n}^{2}}}}
Debido a que la expresión para {\displaystyle x_{n+1}} solo contiene operaciones aritméticas básicas, el resultado de cada paso de la iteración se puede construir como una construcción con regla y compás.

### Cálculo de los pasos de iteración
En la fórmula
{\displaystyle x_{n+1}={\frac {2\ x_{n}^{3}+2}{3\ x_{n}^{2}}}}
el término en el lado derecho de la ecuación proporciona el resultado del n-ésimo paso de iteración. Un paso de iteración se compone de seis operaciones algebraicas básicas (considerando que para calcular {\displaystyle x^{2}} y {\displaystyle x^{3}} bastan dos multiplicaciones: primero [x·x], y luego [x·x]·x), de las que cinco corresponden al numerador y una al denominador de una fracción impropia.
{\displaystyle x_{n}^{2},\ 3\ x_{n}^{2},\ x_{n}^{3},\ 2\ x_{n}^{3},\ 2\ x_{n}^{3}+2\;\Rightarrow \;\;{\frac {2\ x_{n}^{3}+2}{3\ x_{n}^{2}}}=x_{n+1}}
Primer paso de iteración {\displaystyle x_{1}}, para {\displaystyle n=0} se tienen cinco operaciones, que tomando {\displaystyle x_{n}=x_{0}=1} para {\displaystyle x_{0}^{2},} genera:
{\displaystyle x_{0}^{2}=1,\ 3\ x_{0}^{2}=3,\ x_{0}^{3}=1,\ 2\ x_{0}^{3}=2,\ 2\ x_{0}^{3}+2=4\;\;\Rightarrow }
{\displaystyle x_{1}={\frac {2\ x_{0}^{3}+2}{3\ x_{0}^{2}}}={\frac {4}{3}}}
Segundo paso de iteración {\displaystyle x_{2}}, para {\displaystyle n=1,} se tienen cinco operaciones, que tomando {\displaystyle x_{n}=x_{1}={\frac {4}{3}}} obtenido del paso anterior para {\displaystyle x_{1}^{2},} genera:
{\displaystyle x_{1}^{2}={\tfrac {16}{9}},\ 3\ x_{1}^{2}={\tfrac {16}{3}},\ x_{1}^{3}={\tfrac {64}{27}},\ 2\ x_{1}^{3}={\tfrac {128}{27}},\ 2\ x_{1}^{3}+2={\tfrac {182}{27}}\;\;\Rightarrow }
{\displaystyle x_{2}={\frac {2\ x_{1}^{3}+2}{3\ x_{1}^{2}}}={\tfrac {\tfrac {182}{27}}{\tfrac {16}{3}}}}
3.er paso de iteración {\displaystyle x_{3}}, para {\displaystyle n=2,} también se tienen cinco operaciones, que tomando {\displaystyle x_{n}=x_{2}={\tfrac {91}{72}}} obtenido del paso anterior para {\displaystyle x_{2}^{2},} genera:
{\displaystyle x_{3}={\frac {2\ x_{2}^{3}+2}{3\ x_{2}^{2}}}={\frac {1126819}{894348}}=1{,}2599334934\ldots }
Este proceso puede repetirse tantas veces como se desee. Posee un orden de convergencia cuadrático, que hace que el procedimiento sea bastante eficiente.

### Construcción gráfica
Después de solo dos pasos de iteración, la eficiencia de la aplicación del método de Newton es claramente reconocible, el valor aproximado alcanzado hasta ese punto es {\displaystyle x_{2}=1{,}263{\overline {8}}.} Un tercer paso de iteración permite aproximar todavía más el valor buscado calculando {\displaystyle x_{3}}.
Primero, la fracción {\displaystyle {\tfrac {91}{72}}} para trabajar en una unidad manejable, como centímetros, se escala en el cociente decimal {\displaystyle {\tfrac {9{,}1}{7{,}2}}} (aunque se podría trabajar directamente en milímetros) y luego se marca su cociente exacto {\displaystyle x_{2}} en un eje de coordenadas (Fig. 1). Para este propósito, por ejemplo, se puede utilizar el teorema de Tales. Debido a las proporciones tan diferentes entre las distintas cantidades, es conveniente mostrar este proceso en su propia imagen.
En el siguiente paso, la longitud {\displaystyle x_{2}} (rojo) de la Figura 1 se transfiere a la Figura 2 (verde, número 2). Luego se determinan el cuadrado (número 3) y el número cúbico (número 4) de {\displaystyle x_{2}.} En el quinto paso, el número cúbico de {\displaystyle x_{2}} se multiplica por el factor {\displaystyle 2} y se suma el número {\displaystyle 2}. Finalmente (número 6) se determina el cociente {\displaystyle x_{3}} (rojo):

Figura 1:
Construcción del tercer paso de iteración. Operación 1: Obtención de

Figura 2:
Construcción del tercer paso de iteración. Operaciones del 2 al 6 para producir gráficamente

{\displaystyle x_{3}={\frac {2\ x_{2}^{3}+2}{3\ x_{2}^{2}}}={\frac {1126819}{894348}}=1{,}259933493\ldots }
Ejemplo para mostrar el error cometido
{\displaystyle {\begin{alignedat}{2}{\text{Longitud construida }}\qquad x_{3}&=&&1{,}259933\dots \\-{\text{Solución exacta }}\qquad -{\sqrt[{3}]{2}}&=-&&1{,}259921\dots \\\hline {\text{Error absoluto }}\qquad F&=&&0{,}000012\dots \\\end{alignedat}}}
En el caso de un cubo inicial con una longitud de arista de {\displaystyle 100} m, la arista del cubo unidad aproximadamente duplicado sería del orden de {\displaystyle 1{,}2} mm demasiado larga.

## En teoría musical

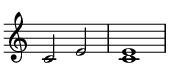

En la teoría musical, un análogo natural de la duplicación es el salto de un tono en una octava, es decir, el intervalo musical que se crea al duplicar la frecuencia del tono. Un análogo natural de un cubo (con volumen 2) es la división de la octava en tres partes, cada una con el mismo intervalo; esto representa las tres aristas iguales del cubo. En este sentido, el problema de doblar el cubo lo resuelve el temperamento igual mediante una tercera, un intervalo musical que es exactamente un tercio de una octava y que multiplica la frecuencia de un tono por {\displaystyle ({\sqrt[{12}]{2}})^{4}={\sqrt[{3}]{2}}}, es decir, exactamente por la longitud del lado del cubo duplicado.
La imagen del lateral muestra la tercera mayor C-E. La relación de las frecuencias de los dos tonos (E:C) corresponde exactamente a {\displaystyle {\sqrt[{3}]{2}}}.